# Robles Monteiro
Felisberto Manuel Teles Jordão Robles Monteiro (Castelo Branco, São Vicente da Beira, 9 de Setembro de 1888 — Lisboa, Santos-o-Velho, 28 de Novembro de 1958) foi um encenador e ator português, marido de Amélia Rey Colaço.

## Biografia
Filho de Felisberto Coelho Falcão Telles Jordão Monteiro, natural da freguesia de São Pedro (Vila Real), e Marianna Augusta Ribeiro Robles, natural de São Vicente da Beira.
Estudou no Seminário da Guarda, no Colégio de São Fiel e depois, como voluntário, no Curso Superior de Letras, em Lisboa.

Actor, discípulo de Augusto Rosa, iniciou no Teatro D. Amélia a carreira que continuou no Ginásio e depois no Teatro Nacional, à frente do qual esteve durante muitos anos, como societário, juntamente com a mulher Amélia Rey Colaço. 
Casou a 4 de dezembro de 1920, em casa da noiva, na Rua Ribeiro Sanches, área da 4.ª Conservatória do Registo Civil de Lisboa, com a atriz Amélia Rey Colaço.
Fundaram a companhia de teatro Companhia Rey Colaço-Robles Monteiro.
Morreu a 28 de novembro de 1958, em sua casa na Rua Ribeiro Sanches, na freguesia de Santos-o-Velho, em Lisboa.